# 雀の松原

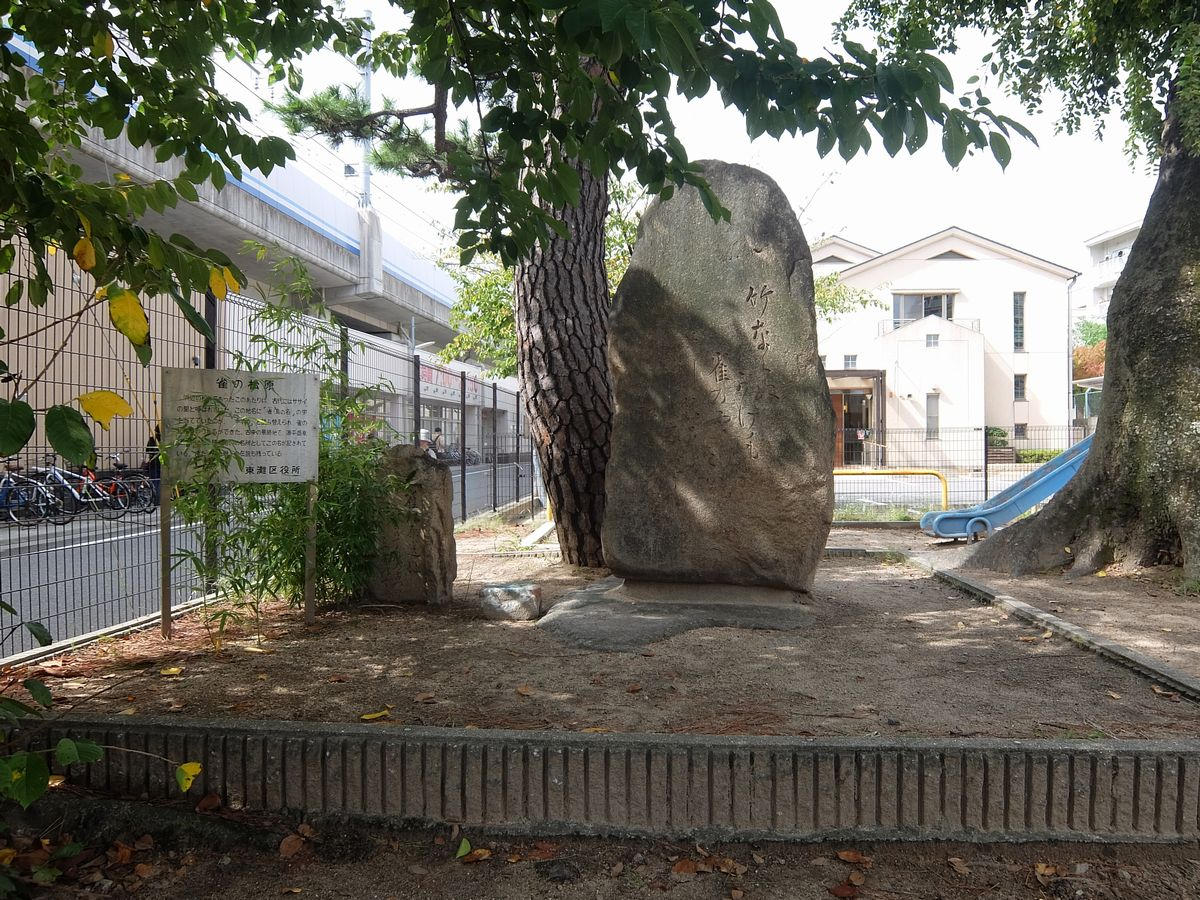
魚崎西町会館前の広場にある大小2つの歌碑。

雀の松原（すずめのまつばら）とは兵庫県神戸市東灘区の魚崎西町にかつて存在した松林である。布引の滝・御影の松と共に古くより景勝地として知られたが現在は石碑が名残を残すだけである。

## 現状
神戸市東灘区魚崎西町四丁目3番、阪神電気鉄道本線の北側、魚崎駅から住吉川を渡った突き当たり、現在では児童公園「魚崎西町ちびっこ広場」となった場所に面積23坪、2基の石碑が残されている。中央の碑は高さ197cm・幅91cm・厚さ73cm、基石は121×152cmの長方形。碑面には「竹ならぬかげも雀のやどりとは、いつなりにけん松原の跡、中納言公尹卿」、右側の小石碑表面には「雀松原遺址、杖とめて千代の古塚とへよかし是や昔の雀松原、平安山田寿房」、裏面には「地主松尾仁兵衛」と刻まれる。
この石碑は阪神電鉄開通工事の際、軌道敷内にあって取り壊された真の旧蹟を惜しんで、地主が所有地を地盛りし若松を植え移転したものである。元々はこの西南に隣接して面積50～60坪、高さ182cm位の不定形円状の小丘で中央に現存の自然石碑が立っていた。昭和4年（1929年）に松尾家から魚崎町へ無償譲渡された。
住吉川の西に西松原、上松原、下松原という字名があったが住居表示の実施により廃止となり、現在では国道43号線の「松原」交差点に名を残すのみである。

## 由来
『新撰姓氏録』によれば今の住吉川以西の地は雀の松原を中心として900年頃には「佐才郷」と呼ばれ、人家も多くあったが、住吉川の大洪水により住民が川東に移り今の魚崎へと発展した。大洪水後川西は松原となり「佐才松原」と呼ばれていたが、正平6年（1351年）頃には既に「雀の松原」となっていた。
近世魚崎の松尾綾平なる人は摂津国の皇別佐々貴山君の住んだ地として正しくは「ささいの松原」と読むべきだとし、更に『古事記』と『日本書紀』での仁徳天皇の名に含まれる「ササキ」の用字が雀と鷦鷯が通じて用いられ、その「ササキ」が「ササイ」に音便変化する事を挙げてこの説を補強している。
口碑ではこの地は古の塚（古墳）の跡であるが詳細は不明。

## 歴史の舞台として
『源平盛衰記』巻十七に「千代に替はらぬ緑は、雀の松原、みかげの松、雲居にさらす布引は、我が朝第二の滝とかや。」とあり、また『長門本、平家物語』巻九に「福原といふ所は、北には神明跡をたれ、いく田、広田、西宮、千代にかはらぬみどりは雀の松原、みかげの松、雲井にさらす布引の滝、南をのぞめば、うみまん〳〵たるあはぢ島山、眼の前にさへぎる船」とあり古くから名勝として名高かった。
正平6年（1351年）には足利尊氏・足利直義兄弟が互いに戦った場所でもある。

## 民間伝承
その昔、松原に沢山の雀がいた頃、三年に一度位、この地の雀が丹波の雀と大合戦していたという。年によってはこちらから丹波の方へ攻めていった。この雀合戦を見に遠方から人がやってきて、見物客相手に戦死した雀を焼いて商売する村人があり、江戸時代には名物だった。

## 詩歌
- いつかまた、かくと知らまし五百崎の松に雀の来なく夕暮れ―正三位 菅原信実
- 千代千代と鳴けども鶴の声でなし、雀松原百になるまで―定松
- あらし吹く松をあらじに幾秋か、佐才の里を月はとふらん―魚崎の人 松尾綾平
- 千代よばふ田豆がねもがな五百崎の松原こめて霞むあしたは―小野利教
- 名ところを人に告とや松原に、やどる雀の声をあまたは
- 竹ならぬかげも雀のやどりとは、いつなりにけん松原の跡―中納言 公尹卿
- 「津の国雀の松原といふ所は、いつれの人のいい名つけんも知らねと、或人これにつきて歌をと有りしにより贈り侍る」
- 杖とめて千代の古塚とへよかし是や昔の雀松原―京都の人 山田寿房
- 蜑小船、ひく魚崎の浜風に、さそなすすしく雀松原―備後鞆津の人 高田正方（蒙斎）
- 遠近の海山かけて朝夕に、なかめぞなほき魚崎の里―同
- なにしおはば、汝も言問へ村雀、宿りと聞し松原のあと―尾州の人 源幸和母
- 雀てふそれもや鳥の跡たえぬ、言の葉そひて残る松原―魚崎の人 山本良貴（拙斎）
- これ行けば宿る雀は静まりて、草野の原に松虫ぞなく―同
- 今も世に古き雀の名を残す、末野の原の松の一村―同
- ふりくるる時雨はよそに音すぎて、ただ一村そ松に残れる―同